# Тейба Эркессо
Тейба Эркессо Вако — эфиопская бегунья на длинные дистанции. Трёхкратная призёрка чемпионатов мира по полумарафону. Четырёхкратная победительница чемпионатов мира по кроссу в командном первенстве. Заняла 4-е место на Чикагском марафоне 2009 года. Победительница Бостонского марафона 2010 года с результатом 2:26.11. В 2010 году заняла 4-е место на Рас-эль-Хаймском полумарафоне, показав результат 1:07.41.
В мировой серии World Marathon Majors входит в десятку сильнейших в мире. В сезоне 2009/2010 — 4-е место, в сезоне 2010/2011 — 5-е место.